# C'est dur d'être un homme : Un drôle de père
Série C'est dur d'être un homme
C'est dur d'être un homme : Okinawa mon amour
(1980) C'est dur d'être un homme : Tora-san et la Geisha
(1981)
Pour plus de détails, voir Fiche technique et Distribution.
C'est dur d'être un homme : Un drôle de père (男はつらいよ 寅次郎かもめ歌, Otoko wa tsurai yo: Torajirō kamome uta) est un film japonais réalisé par Yōji Yamada et sorti en 1980. C'est le 26e film de la série C'est dur d'être un homme.

## Synopsis
Tora-san de voyage à Ehashi sur l'île de Hokkaidō apprend la mort de Tsunekichi, un de ses amis colporteurs, joueur invétéré et grand buveur. Il décide de se rendre sur l'île Okushiri pour se recueillir sur sa tombe. Il fait la connaissance de sa fille, Sumire Mizushima qui travaille dans une entreprise de calamars séchés.
Sumire qui a du quitter très jeune les bancs de l'école, rêve de trouver un travail à Tokyo et de reprendre des études en cours du soir. Dans un élan paternaliste, Tora-san emmène Sumire à Shimabata auprès de sa famille pour lui permettre de réaliser ses rêves tout en s'inquiétant pour sa vie amoureuse.

## Fiche technique
- Titre : C'est dur d'être un homme : Un drôle de père[1]
- Titre original : 男はつらいよ 寅次郎かもめ歌 (Otoko wa tsurai yo: Torajirō kamome uta?)
- Réalisation : Yōji Yamada
- Scénario : Yōji Yamada et Yoshitaka Asama
- Photographie : Tetsuo Takaha (ja)
- Montage : Iwao Ishii (ja)
- Musique : Naozumi Yamamoto
- Décors : Mitsuo Degawa
- Producteur : Kiyoshi Shimazu
- Société de production : Shōchiku
- Pays de production :  Japon
- Langue originale : japonais
- Format : couleur — 2,35:1 — 35 mm — son mono
- Genres : comédie dramatique ; romance
- Durée : 100 minutes[2] (métrage : sept bobines - 2 958 m[2])
- Dates de sortie :
  - Japon : 27 décembre 1980[2]

## Distribution
- Kiyoshi Atsumi : Torajirō Kuruma / Tora-san
- Chieko Baishō : Sakura Suwa, sa demi-sœur / Osaku (rêve de Tora-san)
- Masami Shimojō (ja) : Ryūzō Kuruma, son oncle
- Chieko Misaki (ja) : Tsune Kuruma, sa tante
- Gin Maeda (en) : Hiroshi Suwa, le mari de Sakura / Hirokichi  (rêve de Tora-san)
- Hayato Nakamura : Mitsuo Suwa, le fils de Sakura et de Hiroshi
- Ran Itō (ja) : Sumire Mizushima
- Takehiro Murata (ja) : Sadao Kikuchi
- Tatsuo Matsumura : le professeur Hayashi
- Kayako Sono (ja) : Toyoko, la mère de Sumire
- Masakane Yonekura (ja) : l'agent de police Aoyama
- Takejo Aki (ja) : ouvrière de l'entreprise de calamars séchés
- Keiroku Seki (ja) : un colporteur
- Yoshio Yoshida (ja) : le magistrat (daikan) (rêve de Tora-san)
- Hisao Dazai (ja) : Umetarō Katsura, le voisin imprimeur
- Gajirō Satō (ja) : Genko
- Chishū Ryū : Gozen-sama, le grand prêtre

## Distinctions
Kiyoshi Atsumi est nommé pour le prix du meilleur acteur pour C'est dur d'être un homme : Un drôle de père et C'est dur d'être un homme : Tora-san et la geisha lors des Japan Academy Prize 1982